# Посуело-де-ла-Орден
Посуело-де-ла-Орден (ісп. Pozuelo de la Orden) — муніципалітет в Іспанії, у складі автономної спільноти Кастилія-і-Леон, у провінції Вальядолід. Населення — 62 особи (2010).
Муніципалітет розташований на відстані близько 200 км на північний захід від Мадрида, 46 км на північний захід від Вальядоліда.

## Демографія
Динаміка населення (INE ):